# Скиняны
Скиняны (рум. Schineni, Скинень) — село в Сорокском районе Молдавии. Является административным центром коммуны Скиняны, включающей также село Новые Скиняны.

## География
Село расположено на высоте 191 метр над уровнем моря.

## Население
По данным переписи населения 2004 года, в селе Скинень проживает 1509 человек (727 мужчин, 782 женщины).
Этнический состав села:
| Национальность | Число жителей | Процентный состав |
| -------------- | ------------- | ----------------- |
| молдаване      | 1500          | 99,4              |
| русские        | 5             | 0,33              |
| украинцы       | 2             | 0,13              |
| румыны         | 1             | 0,07              |
| прочие         | 1             | 0,07              |
| Всего          | 1509          | 100 %             |